# Atrophia gyrata der Chorioidea und Retina
Die Atrophia gyrata der Chorioidea und Retina ist eine sehr seltene angeborene Erkrankung mit den Hauptmerkmalen Netzhautdystrophie mit fortschreitender Atrophie der Netz- und Aderhaut, Kurzsichtigkeit und frühzeitigem Auftreten einer Katarakt.
Synonyme sind: HOGA; Hyperornithinämie; Hyperornithinämie - Atrophia gyrata der Aderhaut und Netzhaut; Ornithin-Aminotransferase-Mangel; englisch Gyrate atrophy of the choroid and retina; GACR
Die Erstbeschreibung des Krankheitsbildes stammt aus dem Jahre 1896 durch Ernst Fuchs.
Der Zusammenhang mit dem Enzymdefekt des Ornithin-Stoffwechsels wurde von den finnischen Augenärzten O. Simell und K. Takki im Jahre 1973 hergestellt.

## Verbreitung
Die Häufigkeit in Finnland wird mit 1 zu 50.000 angegeben, bislang wurde über etwa 200 Betroffene berichtet.
Die Vererbung erfolgt autosomal-rezessiv.

## Ursache
Der Erkrankung liegen Mutationen im OAT-Gen auf Chromosom 10 Genort q26.13 zugrunde, welches für das Enzym Ornithin-Aminotransferase (Mitochondrieller Ornithin-Transporter)kodiert.
Der Stoffwechseldefekt führt zu einer Hyperornithinämie.

## Klinische Erscheinungen
Klinische Kriterien sind:
- Manifestation im Kindesalter, eventuell vorübergehende Hyperammonämie bis zum Koma beim Neugeborenen
- Sehstörungen wie Myopie, Nachtblindheit, Röhrengesichtsfeld
- Katarakt mit 10 bis 20 Jahren
- Blindheit mit 40 bis 50 Jahren
- Atrophia gyrata der Aderhaut und Netzhaut

Auch innerhalb einer betroffenen Familie gibt es große Unterschieden im Ausmaß der Veränderungen.

## Diagnose
Die Diagnose ergibt sich aus der augenärztlichen Untersuchung u. a. mit Ophthalmoskopie (Retinopathie mit bogenförmigen Begrenzungen), Optische Kohärenztomografie (Makulaödem), Autofluoreszenz des Fundus (fehlend in atrophierten Arealen), Elektroretinogramm (frühzeitige Amplitudenminderung).
Der Ornithinspiegel ist im Blutserum, Urin und im Liquor cerebrospinalis um das 10- bis 20fache erhöht.
Durch humangenetische Untersuchung oder durch Messung der Enzymaktivität in Lymphozyten oder kultivierten Fibroblasten kann die Diagnose bestätigt werden.

## Differentialdiagnose
Abzugrenzen sind:
- Choroideremie
- Retinopathia pigmentosa
- myopische Makuladegeneration
- Cobblestone Degeneration
- Diffuse Choriokapillarisatrophie

## Therapie
Eine ursächliche Behandlung ist bislang nicht bekannt, eine Arginin-arme oder einen Protein-vermeidende Diät kann den Verlauf verzögern. Ein intravitreales Dexamethason-Implantat soll gegen das Makulaödem gute Ergebnisse bringen.